# Моэна
Моэна (итал. Moena) — коммуна в Италии, располагается в провинции Тренто области Трентино-Альто-Адидже.
Население составляет 2690 человек (2011 г.), плотность населения составляет 32 чел./км². Занимает площадь 82 км². Почтовый индекс — 38035. Телефонный код — 0462.
Покровителем коммуны почитается святой Вигилий из Тренто, празднование 26 июня.

## Население
Динамика населения: